# 塔帕諾斯隱蜂鳥
，是雨燕目蜂鸟科的一种鸟类。
塔河隐蜂鸟体重约3克，翼长约40.8毫米，嘴峰长约26毫米，喙宽度约2.1毫米，喙厚度约2.3毫米，跗蹠长约5毫米，尾长约31.7毫米。塔河隐蜂鸟在其分布区内为留鸟，其栖息在密集的高大树木组成的森林中，食性为草食性，主要食物来源是植物的花蜜。
塔河隐蜂鸟分布于巴西亚马逊河中部，塔帕若斯河以东地区，英文名和中文名以塔帕若斯河命名。该物种是单型物种，没有亚种分化。